# ザ・トイズ・オブ・メン
『ザ・トイズ・オブ・メン』（The Toys of Men）は、スタンリー・クラークが2007年に発表したスタジオ・アルバム。ヘッズ・アップ・インターナショナル移籍第1弾アルバムに当たり、日本で先行発売された。

## 背景
タイトル曲は、レニー・ホワイトとのコラボレーション・アルバム『Vertú』（1999年）収録曲「トイズ」を改作したもので、反戦のメッセージを込めた6部構成の組曲となっている。「ラ・カンシオン・デ・ソフィア」のタイトルは、クラークの妻ソフィアにちなんでいる。
収録曲のうち「バック・イン・ザ・ウッズ」、「フム・フム」、「エル・バホ・ネグロ」、「ブロスキー」、「ベース・フォーク・ソングNO.6」の5曲はクラークのアコースティック・ベースによるソロ・パフォーマンスである。

## 反響・評価
『ビルボード』のジャズ・アルバム・チャートでは最高8位を記録した。
Jeff Tamarkinはオールミュージックにおいて5点満点中4点を付け「ここ長年のクラークが創造した音楽の中でも、疑いなく最もダイナミックで説得力がある」と評している。また、Bill Milkowskiは『ジャズタイムズ (JazzTimes)』誌のレビューにおいて「1975年の『ジャーニー・トゥ・ラヴ』以来の傑作で、彼の伝説的なチョッピングが新たな領域へ拡張された」と評している。

## 収録曲
特記なき楽曲はスタンリー・クラーク作。
1. ザ・トイズ・オブ・メン - "The Toys of Men" - 11:14
  - パート1: ドラコニアン - "Draconian"
  - パート2: フィアー - "Fear"
  - パート3: カオス - "Chaos"
  - パート4: コズミック・インターヴェンション - "Cosmic Intervention"
  - パート5: ジ・オープニング・オブ・ザ・ゲーツ - "The Opening of the Gates"
  - パート6: ゴッド・ライト - "God Light"
2. カム・オン - "Come On" (Stanley Clarke, Ronald Bruner Jr., Ruslan Sirota, Mads Tolling) - 2:59
3. エルサレム - "Jerusalem" (R. Sirota) - 6:13
4. バック・イン・ザ・ウッズ - "Back in the Woods" - 1:24
5. オール・オーヴァー・アゲイン - "All Over Again" (S. Clarke, Esperanza Spalding) - 5:04
6. フム・フム - "Hmm Hmm" - 1:53
7. バッド・アセズ - "Bad Asses" - 5:04
8. ゲーム - "Game" - 3:18
9. ラ・カンシオン・デ・ソフィア - "La Cancion de Sofia" - 3:07
10. エル・バホ・ネグロ - "El Bajo Negro" - 7:45
11. ブロスキー - "Broski" - 1:56
12. シャトーヴァロン1972（トニー・ウィリアムスに捧ぐ） - "Châteauvallon 1972 (Dedicated to Tony Williams)" - 5:25
13. ベース・フォーク・ソングNO.6 - "Bass Folk Song No. 6" - 2:52

## 参加ミュージシャン
- スタンリー・クラーク - エレクトリックベース、アコースティック・ベース、ピッコロ・ベース、テナー・ベース、スポークン・ワード、プログラミング
- ルスラン・シロタ - ピアノ(on #1, #9, #12)、キーボード(on #1, #2, #3, #5)、プログラミング(on #3)、ローズ・ピアノ(on #12)
- ロナルド・ブルナーJr. - ドラムス(on #2, #5, #7, #8, #9, #12)
- ジェフ・リー・ジョンソン - ギター(on #1, #2, #8)
- トマー・シュテイン - アコースティック・ギター(on #1)
- マイケル・ランドウ - エレクトリック・ギター(on #3)、アコースティック・ギター(on #3)
- マッズ・トーリング（英語版） - ヴァイオリン(on #1, #2, #9)
- エスペランサ・スポルディング - ボーカル(on #1, #5)
- フィル・デイヴィス - キーボード(on #8)
- パウリーニョ・ダ・コスタ - パーカッション(on #9)